# Union des forces pour la démocratie et le développement
L'Union des forces pour la démocratie et le développement est une coalition de groupes rebelles tchadiens créée en 2006 par Mahamat Nouri lors de la troisième guerre civile tchadienne. 

## Création
L'UFDD regroupe une partie du Conseil démocratique révolutionnaire (CDR) (a quitté le mouvement avec Acheikh ibn Oumar[Quoi ?]), les Forces unies pour le changement (FUC), la Résistance armée contre les forces anti-démocratiques (RAFAD), le Rassemblement national pour la démocratie au Tchad (RND), le Rassemblement populaire pour la justice d'Abakar Tollimi et l'Union des forces pour le progrès et la démocratie (UFPD). Le président du mouvement est Mahamat Nouri et son vice-président Acheikh ibn Oumar. 

## Implication dans guerre civile tchadienne (2005-2010)
En décembre 2007, l'UFDD s'allie au Rassemblement des forces pour le changement (RFC) de Timan Erdimi (à dominante zaghawa) et à l'UFDD-Fondamentale de Abdelwahid aboud Makaye et Ibn Oumar pour former une coalition appelée le Commandement militaire unifié (CMU). Cette coalition dirigée militairement par le colonel Fizani Mahadjir  lance quelques semaines plus tard, fin janvier 2008, une attaque depuis la frontière soudanaise qui atteint la capitale tchadienne, N'Djaména le 1er février 2008, d'où elle est finalement repoussée par l'armée tchadienne. 
Le CMU est dissoute dans la foulée et, le 25 février 2008, l'UFDD s'allie à l'UFDD-Fondamentale et au Front pour le salut de la République (FSR) pour former l'Alliance nationale dont Mahamat Nouri devient le président. Toutefois, dès mars 2008, des Ouaddaïens de l'UFDD, mécontents du choix de Nouri pour prendre la tête de l'Alliance Nationale quittent le mouvement pour former l'Union des forces pour le changement et la démocratie (UFCD) avec d'autres Ouaddaïens membres du RFC[réf. nécessaire].
En janvier 2009, le mouvement intègre l'Union des forces de la résistance (UFR), la grande coalition rebelle qui lance une nouvelle offensive sur le territoire tchadien qui s’avérera être la dernière.

## Etablissement en Libye
Après la scission du Front pour l'alternance et la concorde au Tchad (FACT), les combattants restés loyaux au chef de l'UFDD, Mahamat Nouri, se seraient regroupés à Oumm al-Aranib sous le commandement de Kalle Issa, un gorane. Ils y auraient établi de bonnes relations avec les chefs locaux toubou.